# حفل توزيع جوائز الغولدن غلوب التاسع والخمسون

## الفائزين والمرشحين
فيما يلي الفائزين والمرشحين لجوائز الغولدن غلوب التاسعة والخمسون. أسماء الفائزين واردة في الجزء العلوي من كل قائمة بخط غليض.

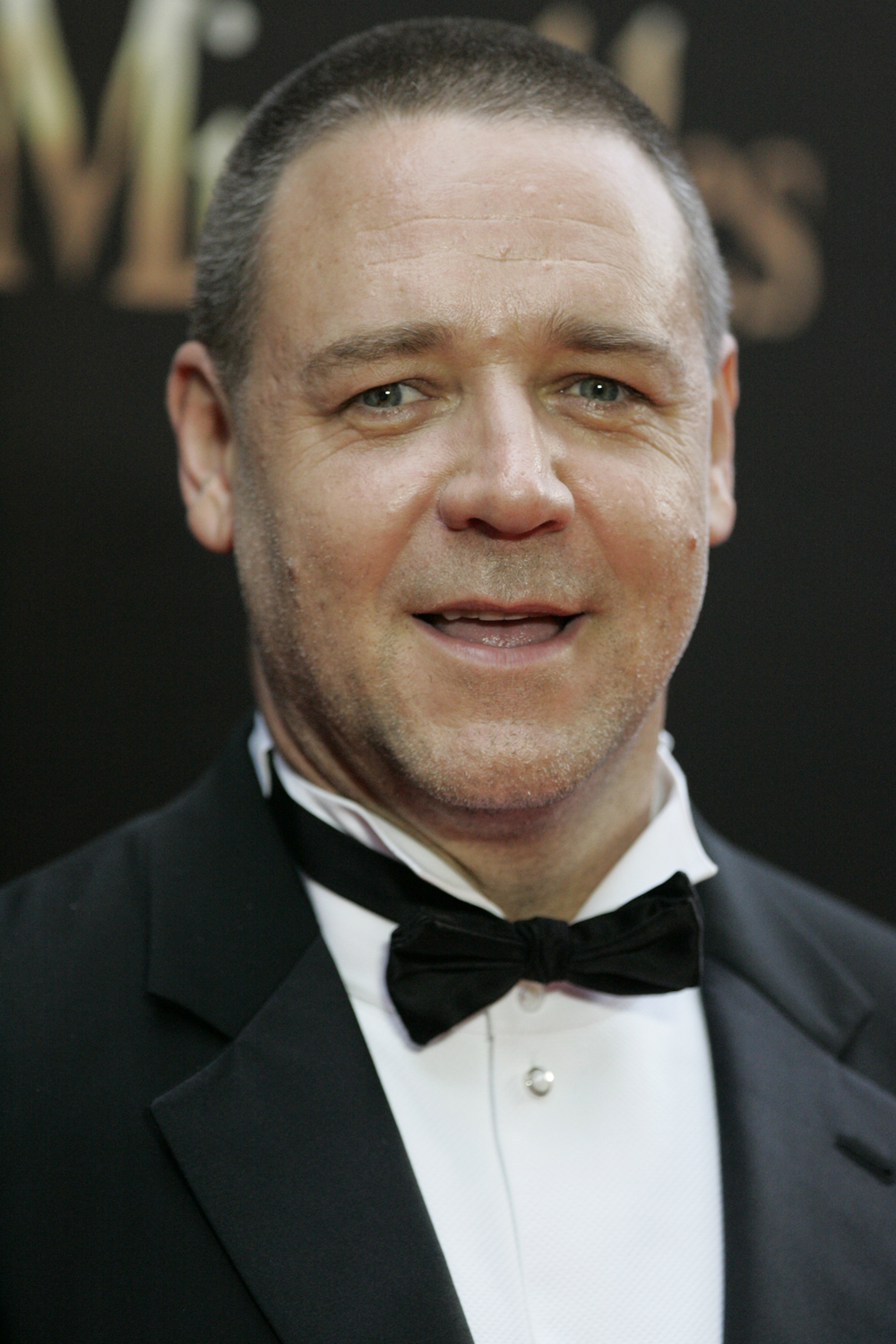
راسل كرو، أفضل ممثل في فيلم – دراما

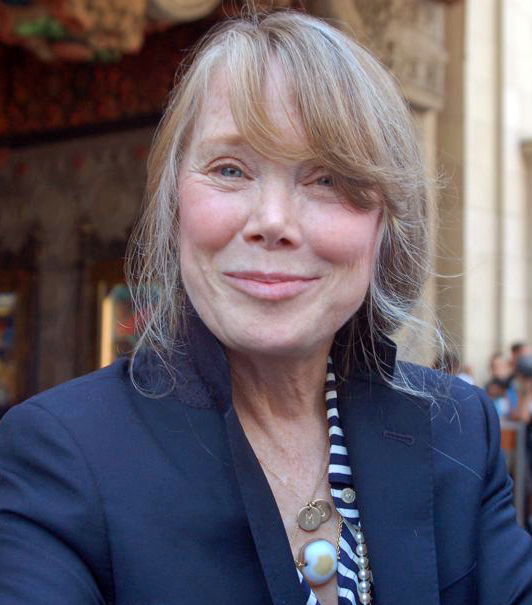
سيسي سبيسك، أفضل ممثلة في فيلم – دراما

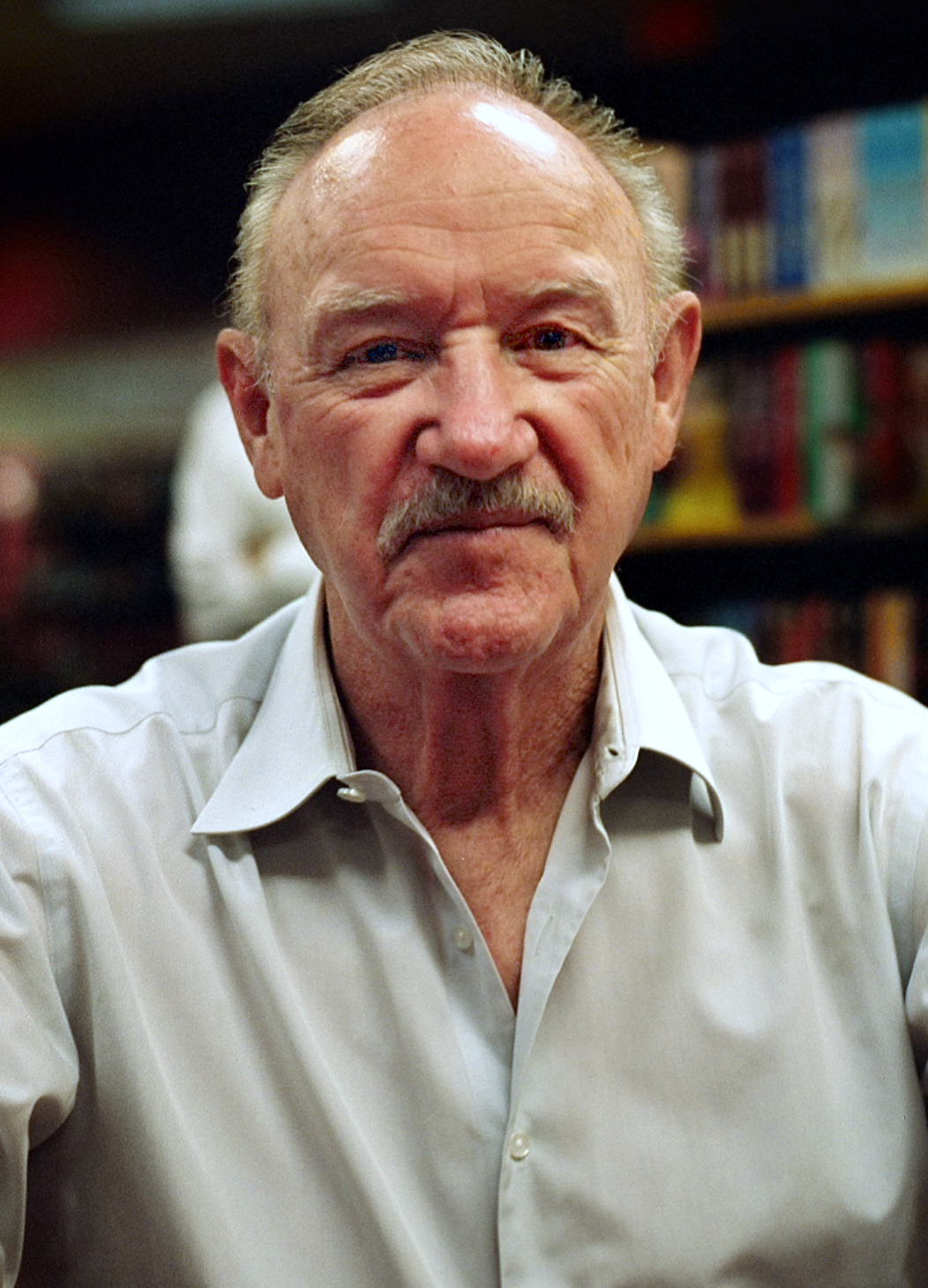
جين هاكمان، أفضل ممثل في فيلم – موسيقي أو كوميدي

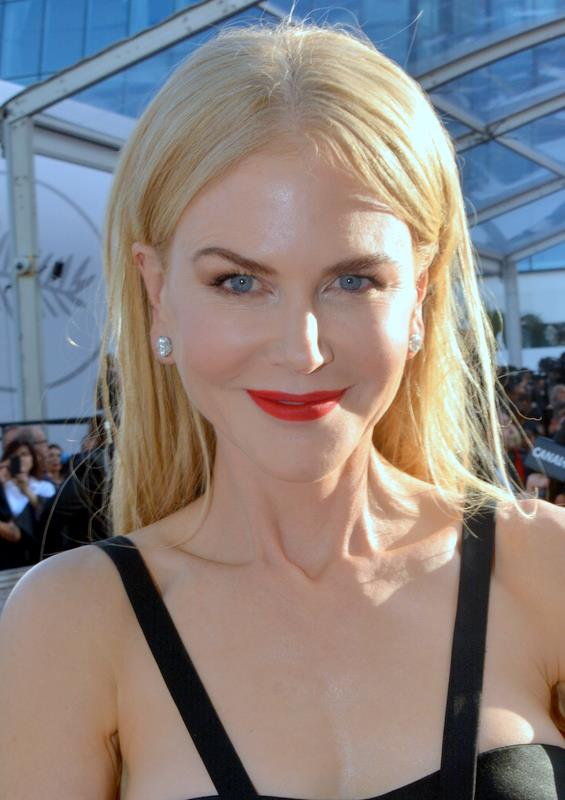
نيكول كيدمان، أفضل ممثلة في فيلم – موسيقي أو كوميدي

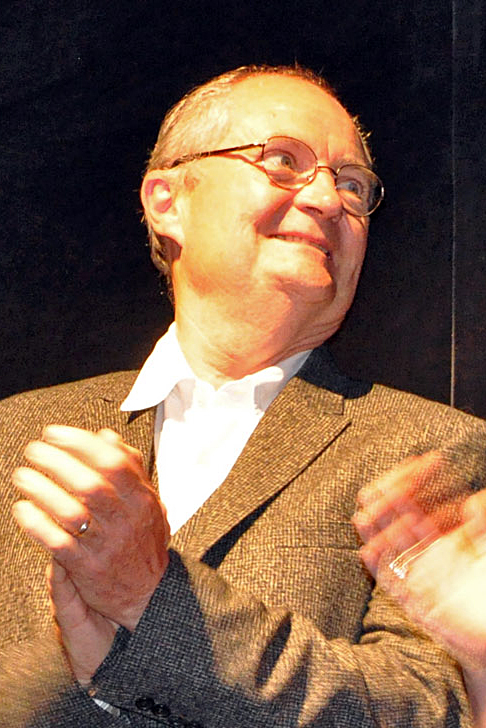
جيم برودبنت، أفضل ممثل مساعد

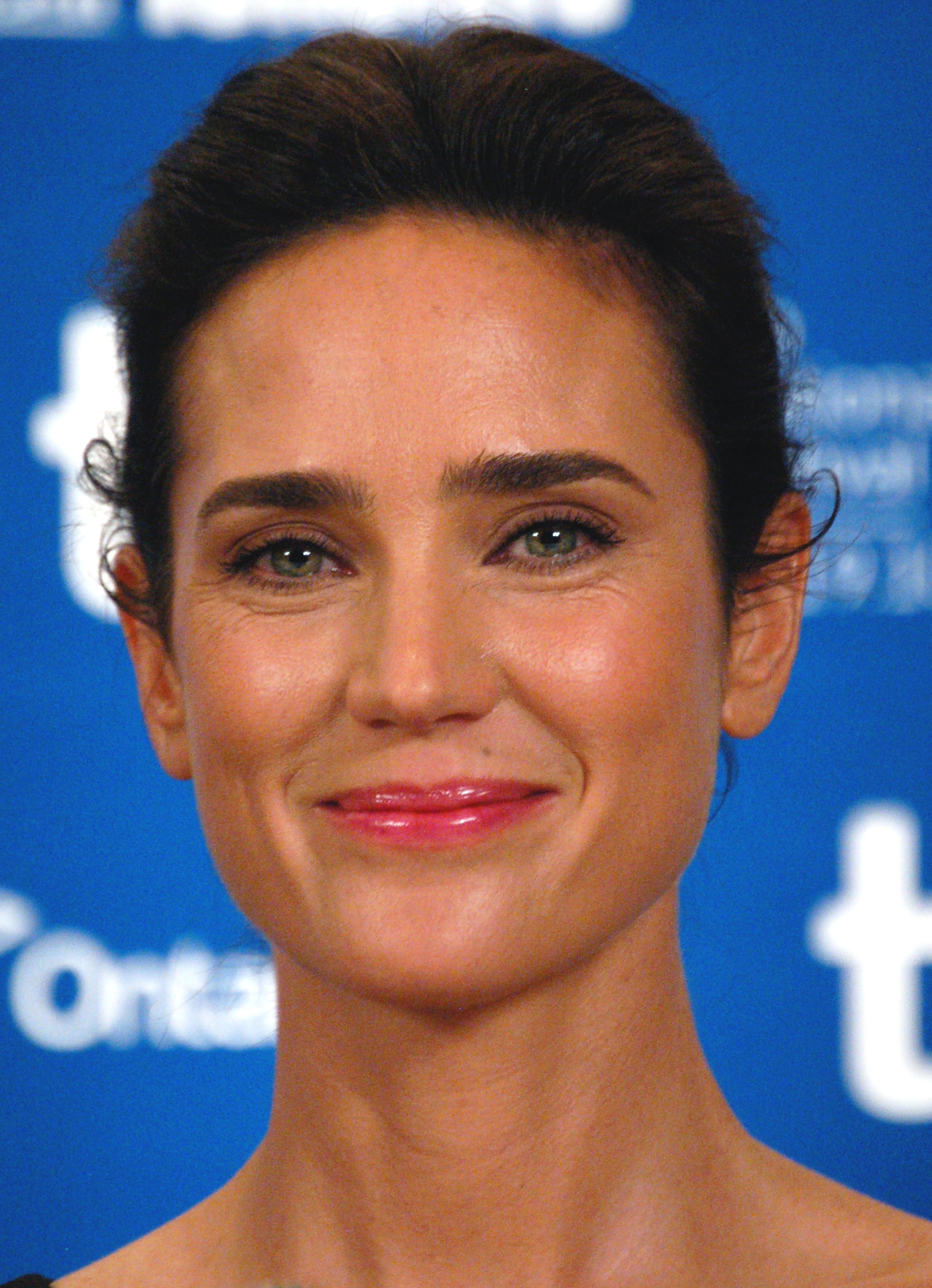
جينيفر كونلي، أفضل ممثلة مساعدة

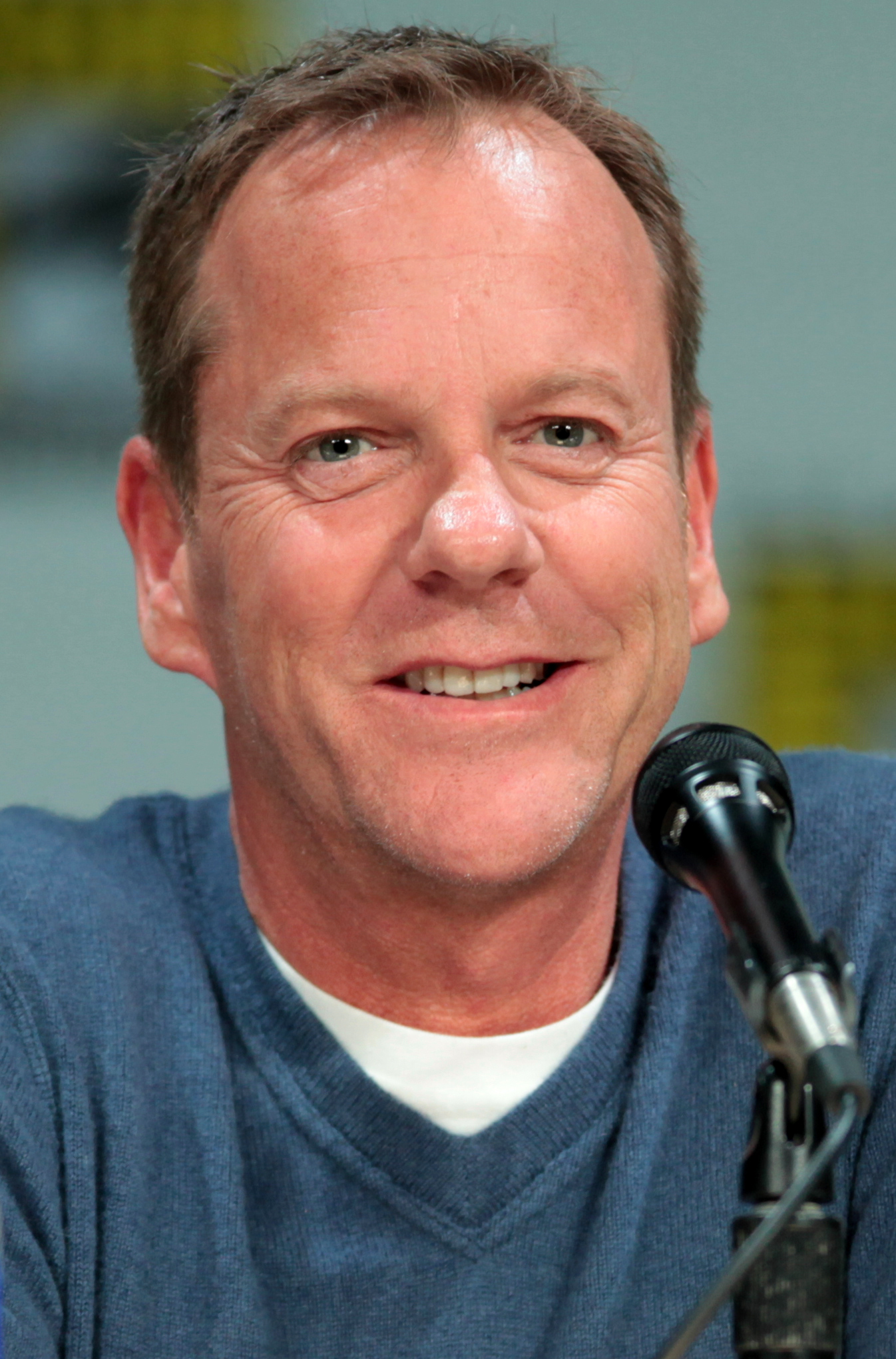
كيفر سثرلاند، أفضل ممثل في مسلسل – دراما

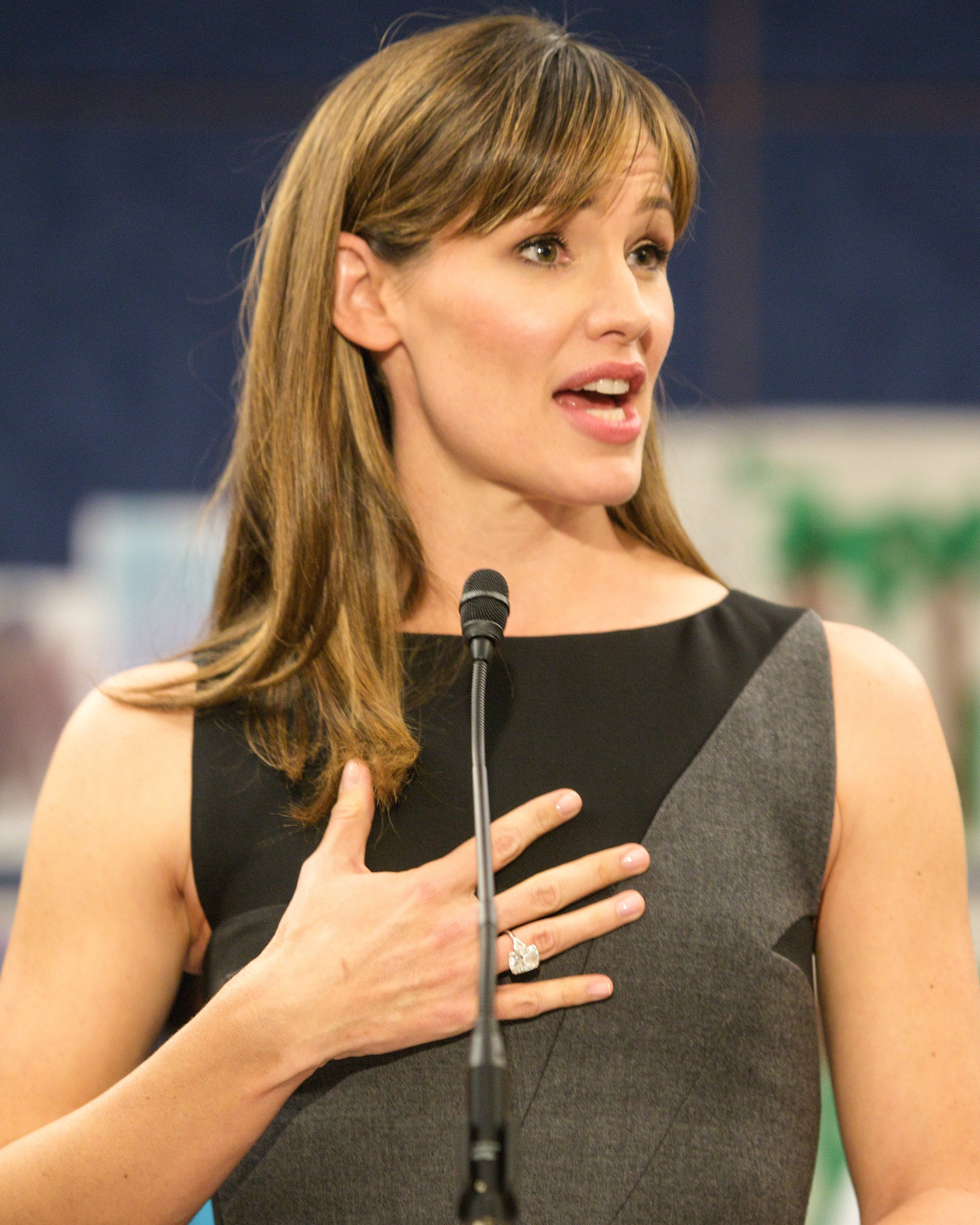
جينيفر غارنر، أفضل ممثلة في مسلسل – دراما

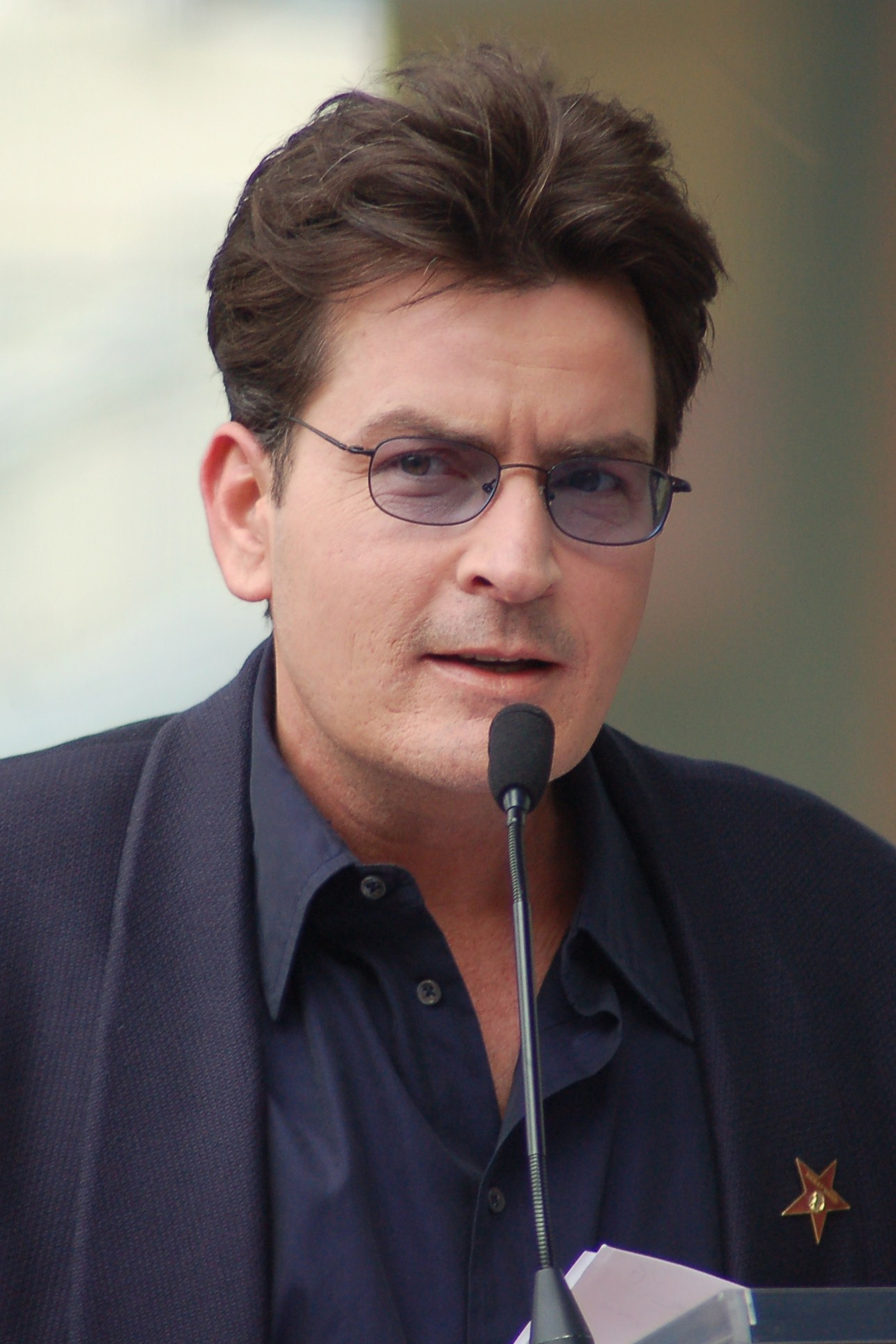
تشارلي شين، أفضل ممثل في مسلسل – موسيقي أو كوميدي

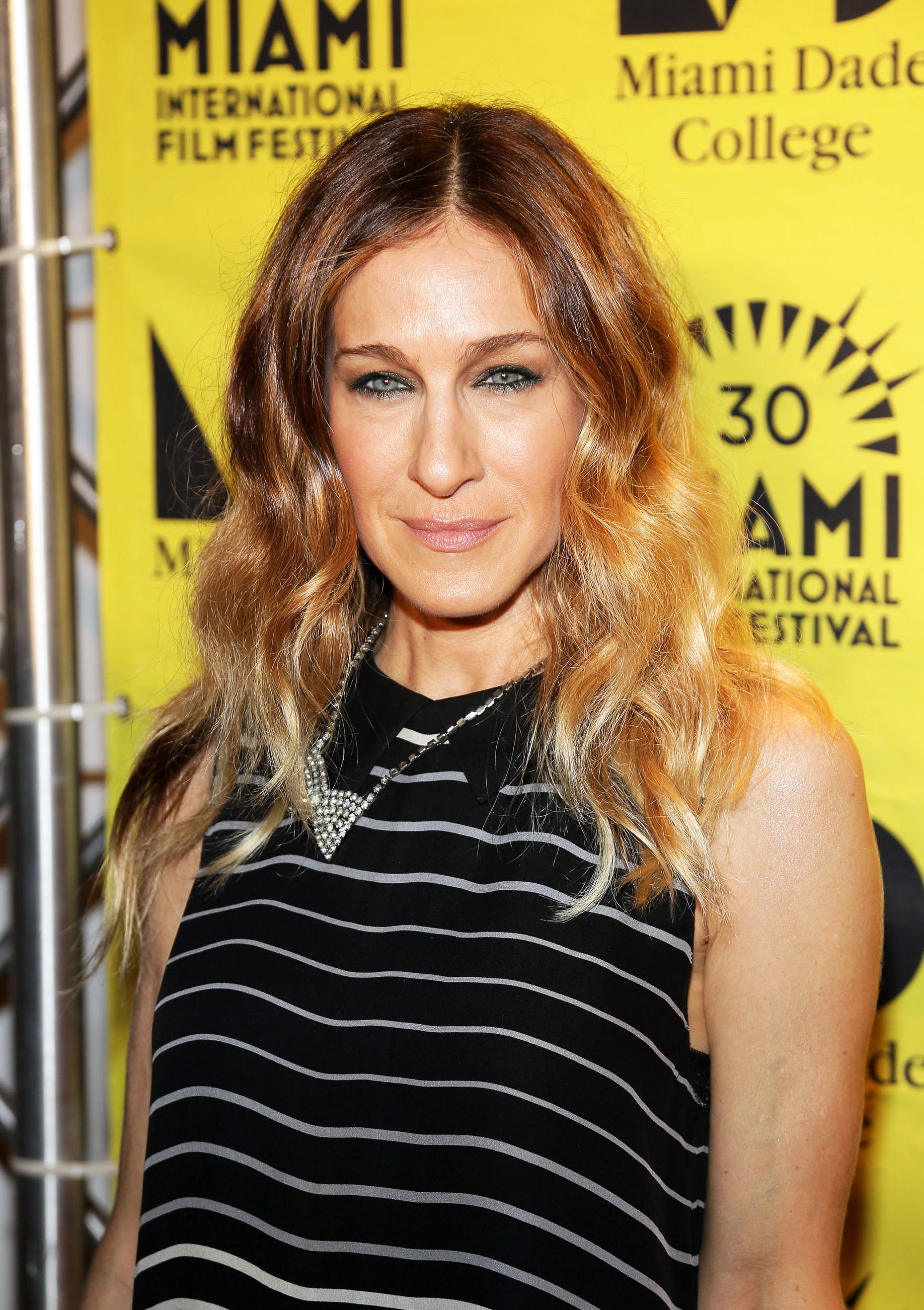
سارة جيسيكا باركر، أفضل ممثلة في مسلسل – موسيقي أو كوميدي

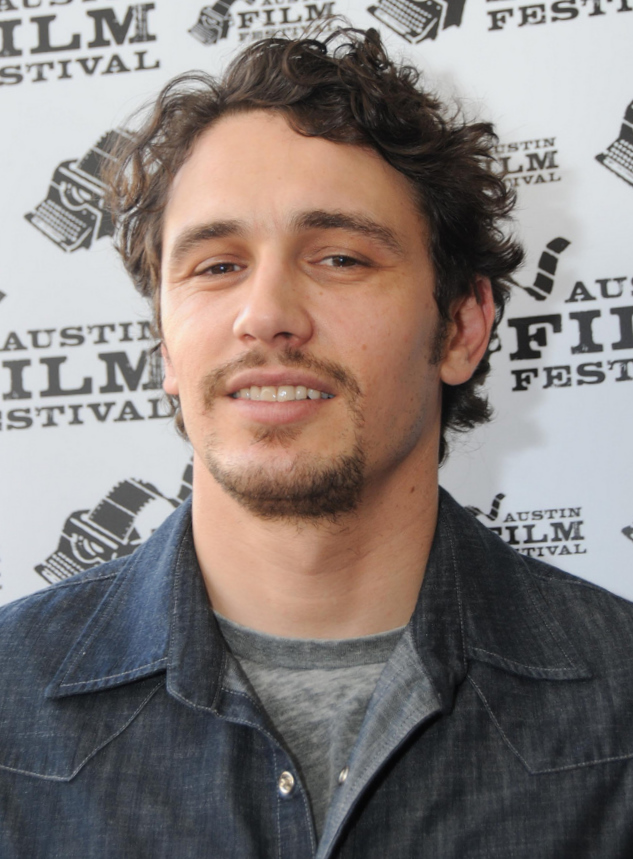
جيمس فرانكو، أفضل ممثل في مسلسل قصير أو فيلم تلفزيوني

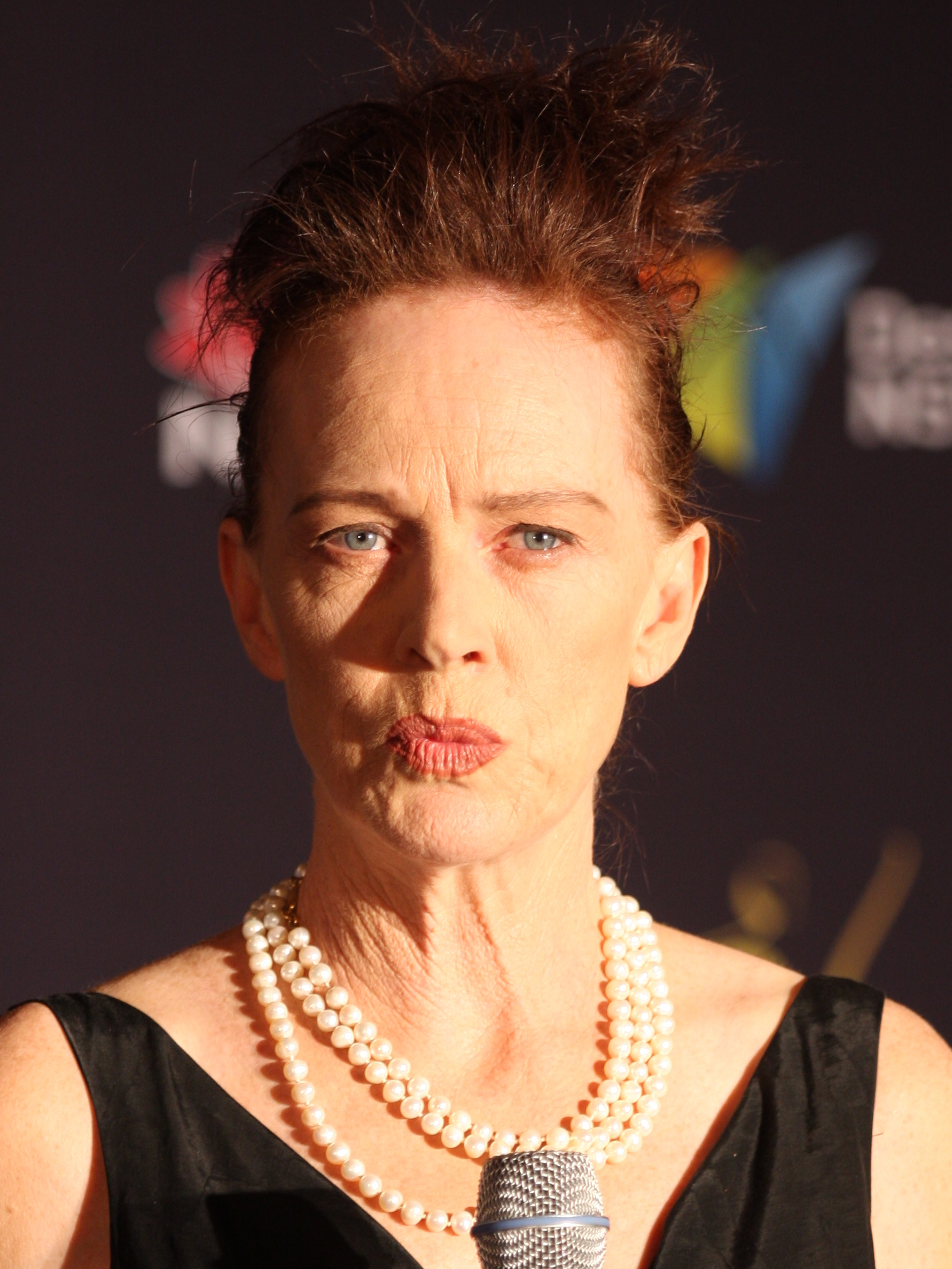
جودي ديفيس، أفضل ممثلة في مسلسل قصير أو فيلم تلفزيوني

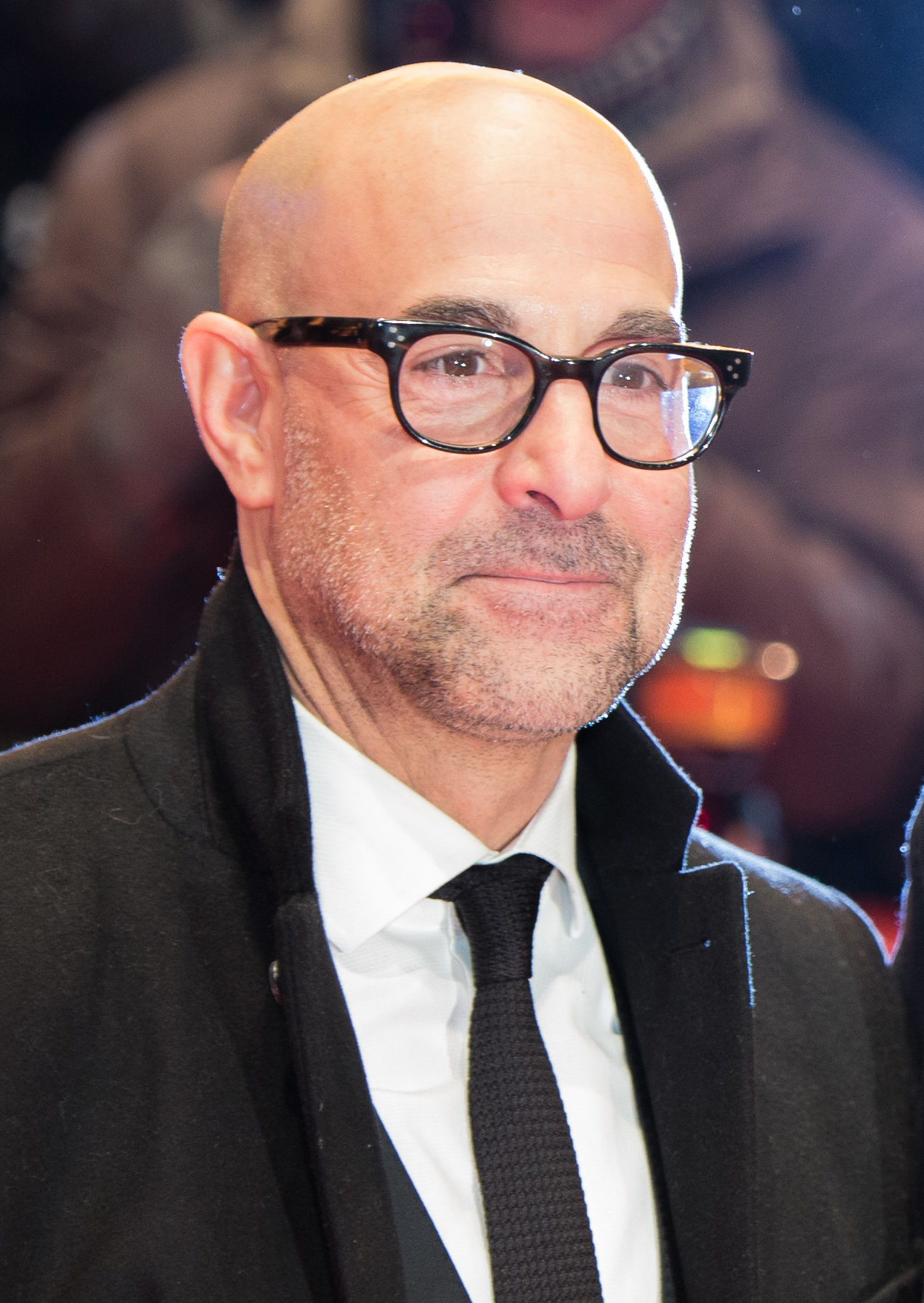
ستانلي توتشي، أفضل ممثل مساعد في مسلسل قصير أو فيلم تلفزيوني

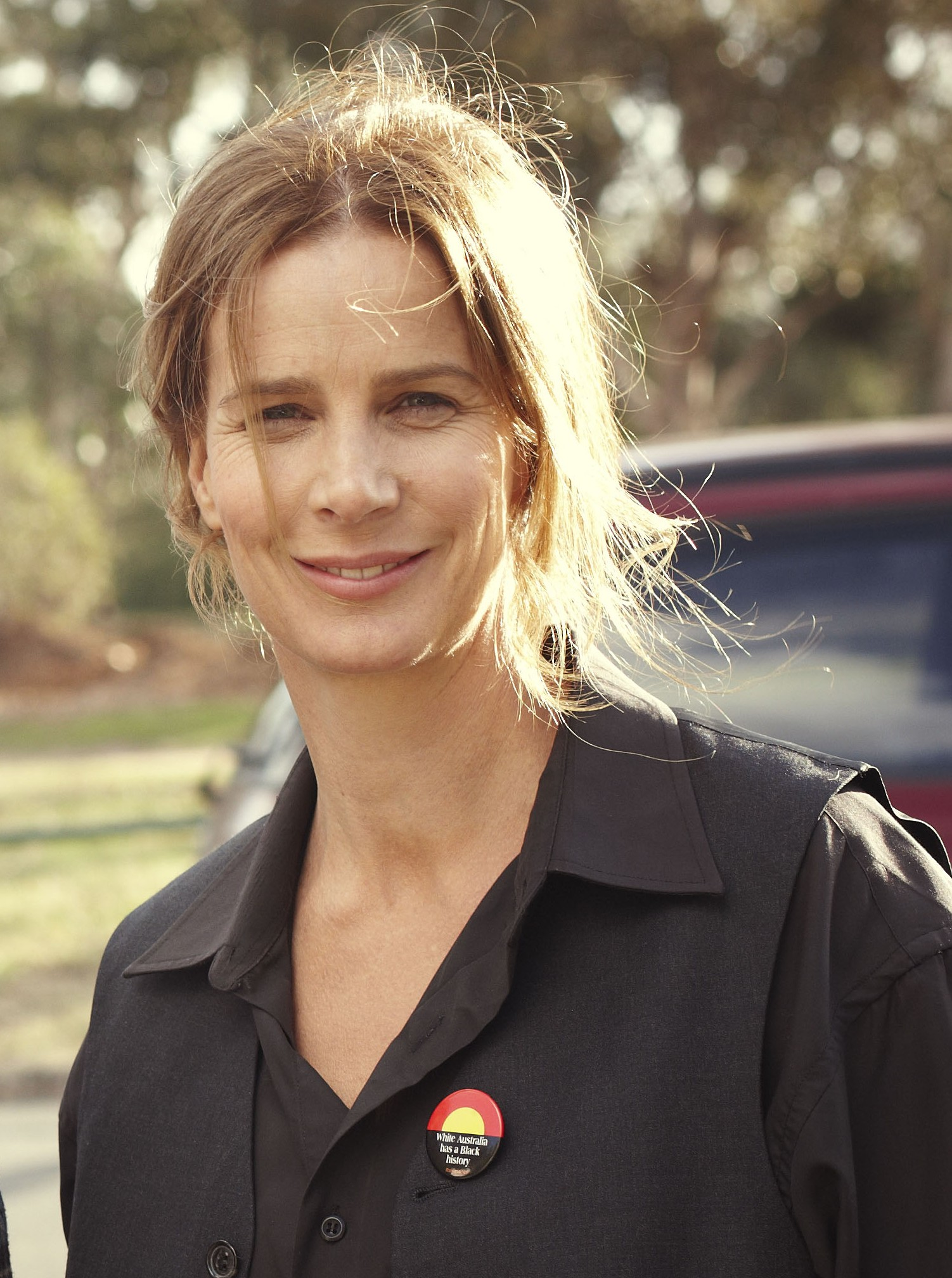
راشيل غريفيثس، أفضل ممثلة مساعدة في مسلسل قصير أو فيلم تلفزيوني

### الأفلام
| أفضل فيلم | أفضل فيلم |
| دراما | موسيقي أو كوميدي |
| --- | --- |
| - عقل جميل - في غرفة النوم - سيد الخواتم: رفقة الخاتم - الرجل الذي لم يكن هناك - طريق مولهولاند | - الطاحونة الحمراء - مذكرات بريدجيت جونز - منتزه جوسفورد - شقراء قانونيا - شريك |
| أفضل أداء في فيلم – دراما | |
| ممثل | جائزة غولدن غلوب لأفضل ممثلة - فيلم دراما |
| - راسل كرو – عقل جميل - ويل سميث – علي - كيفين سبيسي – أخبار الشحن - بيلي بوب ثورنتون – الرجل الذي لم يكن هناك - دنزل واشنطن – يوم التدريب | - سيسي سبيسك – في غرفة النوم - هالي بيري – كرة الوحش - جودي دينش – أيريس - نيكول كيدمان – الآخرون - تيلدا سوينتون – The Deep End |
| أفضل أداء في فيلم – موسيقي أو كوميدي | |
| ممثل | ممثلة |
| - جين هاكمان – ذا رويال تينينبوم - هيو جاكمان – كيت و ليوبولد - إيوان مكريغور – الطاحونة الحمراء - جون ميتشيل – Hedwig and the Angry Inch - بيلي بوب ثورنتون – قطاع الطرق | - نيكول كيدمان – الطاحونة الحمراء - ثورا بيرتش – عالم أشباح - كيت بلانشيت – قطاع الطرق - ريس ويذرسبون – شقراء قانونيا - رينيه زيلويغر – مذكرات بريدجيت جونز |
| أفضل أداء دور مساعد في فيلم | |
| ممثل مساعد | ممثلة مساعدة |
| - جيم برودبنت – أيريس - ستيف بوشيمي – عالم أشباح - هايدن كرستنسين – الحياة كمنزل - بن كينغسلي – وحش مثير - جود لو – أي آي : الذكاء الاصطناعي - جون فويت – علي | - جينيفر كونلي – عقل جميل - كاميرون دياز – سماء الفانيلا - هيلين ميرين – منتزه جوسفورد - ماغي سميث – منتزه جوسفورد - ماريسا تومي – في غرفة النوم - كيت وينسليت – أيريس |
| أفضل مخرج | أفضل سيناريو |
| - روبرت ألتمان – منتزه جوسفورد - رون هاوارد – عقل جميل - بيتر جاكسون – سيد الخواتم: رفقة الخاتم - باز لورمان – الطاحونة الحمراء - ديفيد لينش – طريق مولهولاند - ستيفن سبيلبرغ – أي آي : الذكاء الاصطناعي                                                                             | - عقل جميل – أكيفا جولدسمان - منتزه جوسفورد – جوليان فيلوز - الرجل الذي لم يكن هناك – الأخوان كوين - تذكار – كريستوفر نولان - طريق مولهولاند – ديفيد لينش |
| أفضل موسيقى تصويرية أصلية | أفضل أغنية أصلية |
| - الطاحونة الحمراء – كريغ آرمسترونغ - علي – بيتر بورك [الإنجليزية] و ليزا جيرارد - أي آي : الذكاء الاصطناعي – جون ويليامز - عقل جميل – جيمس هورنر - سيد الخواتم: رفقة الخاتم – هوارد شور - طريق مولهولاند – آنجيلو بادالامنتي - بيرل هاربر – هانز زيمر - أخبار الشحن – كريستوفر يونغ | - "Until..." من أداء ستينغ – كيت و ليوبولد - "Come What May" من أداء نيكول كيدمان و إيوان مكريغور – الطاحونة الحمراء - "May It Be" من أداء إنيا – سيد الخواتم: رفقة الخاتم - "There You'll Be" من أداء فيث هيل – بيرل هاربر - "Vanilla Sky" من أداء بول مكارتني – سماء الفانيلا'' |
| أفضل فيلم بلغة أجنبية | |
| - الأرض المحايدة, البوسنة والهرسك - أميلي, فرنسا - And Your Mother Too (Y Tu Mamá También), المكسيك - خلف الشمس, البرازيل - Monsoon Wedding, الهند | |

### المسلسلات
| أفضل مسلسل تلفزيوني | أفضل مسلسل تلفزيوني |
| دراما | موسيقي أو كوميدي |
| --- | --- |
| ستة أقدام تحت الأرض - 24 - إيلياس - سي اس آي: التحقيق في موقع الجريمة - آل سوبرانو - الجناح الغربي | الجنس والمدينة - آلي مكبيل - فرايجر - فريندز - ويل وغريس |
| أفضل ممثل في مسلسل تلفزيويني | |
| أفضل ممثل – مسلسل دراما | أفضل ممثل – مسلسل موسيقي أو كوميدي |
| كيفر سثرلاند بدور جاك باور– 24 - سايمون بيكر بدور باتريك جين – The Guardian - جيمس غاندولفيني بدور توني سوبرانو – آل سوبرانو - بيتر كراوس بدور نيت فيشر – ستة أقدام تحت الأرض - مارتن شين الرئيس جوزايا بارتلت – الجناح الغربي | تشارلي شين بدور تشارلي كروفورد – Spin City - توم كافانا بدور إد ستيفنز – إد - كيلسي جرامر بدور د. فريزر كرين – فرايجر - فرانكي مونيز بدور مالكوم – مالكوم في الوسط - إيريك ماكورماك بدور ويل ترومان – ويل وغريس |
| أفضل ممثلة في مسلسل تلفزيويني | |
| أفضل ممثلة – مسلسل دراما | أفضل ممثلة – مسلسل موسيقي أو كوميدي |
| جينيفر غارنر بدور سيدني بريستو – إيلياس - لورين براكو بدور كارين فريدمان – آل سوبرانو - إيمي برينمان بدور القاضي إيمي جراي – القاضية إيمي - إدي فالكو بدور كارميلا سوبرانو – آل سوبرانو - لورين غراهام بدور لوريلاي جيلمور – بنات غيلمور - مارج هيلجنبرجر بدور كاثرين ويلوز – سي اس آي: التحقيق في موقع الجريمة - سيلا وورد بدور ليلي مانينغ – Once and Again | سارة جيسيكا باركر بدور كاري برادشو – الجنس والمدينة - كاليستا فلوكهارت بدور آلاي ماكبيل – آلي مكبيل - جاين كازماريك بدور لويس – مالكوم في الوسط - هيذر لوكلير بدور كايلين مور – Spin City - ديبرا ميسينغ بدور غريس أدلر – ويل وغريس                                                                                            |
| أفضل أداء ثانوي في مسلسل أو مسلسل قصير أو فيلم تلفزيوني | |
| أفضل ممثل مساعد في مسلسل أو مسلسل قصير أو فيلم تلفزيوني | أفضل ممثلة مساعدة في مسلسل أو مسلسل قصير أو فيلم تلفزيوني |
| ستانلي توتشي بدور أدولف آيخمان – مؤامرة [الإنجليزية] - جون كوربيت بدور آيدان شو – الجنس والمدينة - شون هايز بدور جاك ماكفارلاند – ويل وغريس - رون ليفينجستون بدور الكابتن لويس نيكسون – عصبة الأخوة - برادلي ويتفورد بدور جوش لايمان – الجناح الغربي | راشيل غريفيثس بدور سارة ووكر لوران – ستة أقدام تحت الأرض - جينيفر أنيستون بدور رايتشل غرين – فريندز - تامي بلانشارد بدور جودي جارلاند – Life with Judy Garland: Me and My Shadows - أليسون جاني بدور سي. ج. كريج – الجناح الغربي - ميغان مولالي بدور كارين ووكر – ويل وغريس                                                    |
| أفضل ممثل في مسلسل قصير أو فيلم تلفزيوني | أفضل ممثلة في مسلسل قصير أو فيلم تلفزيوني |
| جيمس فرانكو بدور جيمس دين – جيمس دين [الإنجليزية] - كينيث براناه بدور راينهارد هيدريك – مؤامرة [الإنجليزية] - بن كينغسلي بدور أوتو فرانك – آن فرانك: القصة الكاملة [الإنجليزية] - داميان لويس بدور ريتشارد وينترز – عصبة الأخوة - باري بيبر بدور روجر ماريس – 61*                                                                                             | جودي ديفيس بدور جودي جارلاند – Life with Judy Garland: Me and My Shadows - بريجيت فوندا بدور – After Amy - جوليانا مارغوليس بدور مورغاين – The Mists of Avalon - ليلي سوبيسكي بدور توسيا التمان – إنتفاضة - هانا تايلور غوردون [الإنجليزية] بدور – آن فرانك: القصة الكاملة [الإنجليزية] - إيما تومسون بدور فيفيان بيرينغ – Wit |
| أفضل مسلسل قصير أو فيلم تلفزيوني | |
| عصبة الأخوة - آن فرانك: القصة الكاملة [الإنجليزية] - مؤامرة [الإنجليزية] - Life with Judy Garland: Me and My Shadows - Wit | |

## توزيع الجوائز

### الأكثر ترشيحًا

#### الأفلام
الأفلام الـ18 التالية تلّقت عدّة ترشيحات:
| الترشيحات | الفيلم                   |
| --------- | ------------------------ |
| 6         | الطاحونة الحمراء         |
| 6         | عقل جميل                 |
| 5         | منتزه جوسفورد            |
| 4         | سيد الخواتم: رفقة الخاتم |
| 4         | طريق مولهولاند           |
| 3         | في غرفة النوم            |
| 3         | أيريس                    |
| 3         | علي                      |
| 3         | أي آي : الذكاء الاصطناعي |
| 3         | الرجل الذي لم يكن هناك   |
| 2         | كيت و ليوبولد            |
| 2         | قطاع الطرق               |
| 2         | مذكرات بريدجيت جونز      |
| 2         | عالم أشباح               |
| 2         | شقراء قانونيا            |
| 2         | بيرل هاربر               |
| 2         | أخبار الشحن              |
| 2         | سماء الفانيلا            |

#### المسلسلات
تلّقت المسلسلات التالية عدّة ترشيحات:
| الترشيحات | المسلسل                                   |
| --------- | ----------------------------------------- |
| 5         | ويل وغريس                                 |
| 4         | الجناح الغربي                             |
| 3         | آن فرانك: القصة الكاملة [الإنجليزية]      |
| 3         | عصبة الأخوة                               |
| 3         | مؤامرة [الإنجليزية]                       |
| 3         | Life with Judy Garland: Me and My Shadows |
| 3         | ستة أقدام تحت الأرض                       |
| 3         | آل سوبرانو                                |
| 3         | الجنس والمدينة                            |
| 2         | 24                                        |
| 2         | إيلياس                                    |
| 2         | آلي مكبيل                                 |
| 2         | سي اس آي: التحقيق في موقع الجريمة         |
| 2         | فرايجر                                    |
| 2         | فريندز                                    |
| 2         | مالكوم في الوسط                           |
| 2         | Spin City                                 |
| 2         | Wit                                       |

### الأكثر فوزاً

#### الأفلام
حصلت الأفلام التالية على أكثر من جائزتين:
| عدد الجوائز | الفيلم           |
| ----------- | ---------------- |
| 4           | عقل جميل         |
| 3           | الطاحونة الحمراء |

#### المسلسلات
حصلت المسلسلات التالية على أكثر من جائزتين:
| عدد الجوائز | الفيلم              |
| ----------- | ------------------- |
| 2           | ستة أقدام تحت الأرض |
| 2           | الجنس والمدينة      |